# 拟物化

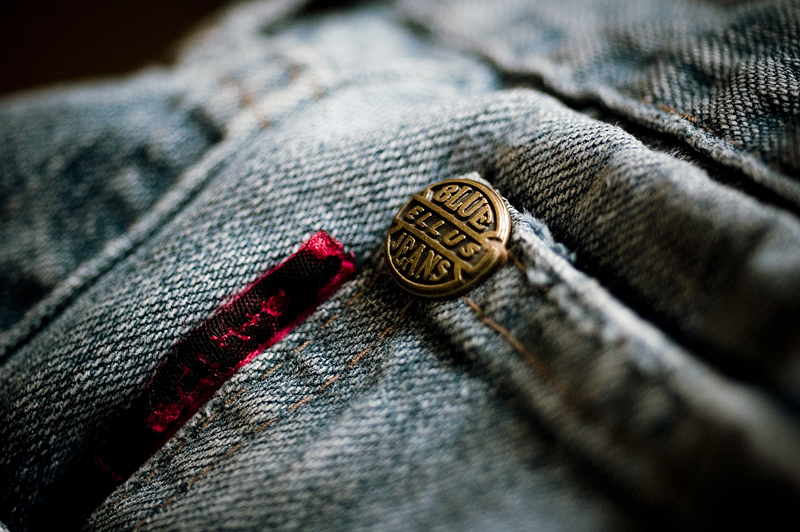
牛仔裤上的装饰撞钉

GEARcompressor的拟物化设计

拟物（英語：skeuomorph；源于希腊语skeuos“容器、工具”与morphe“形态”）是指原有物件中某些必需的形式在新的设计中已不再必要，但新设计仍模仿旧有形式，以使新的外观让人感觉熟悉和亲切。这可以看作是技术领域中的路径依赖。
例如，原先的铜质1美分硬币于1982年改为锌芯，但表面仍旧镀铜。另外，在计算机图形用户界面中也经常模仿真实物件进行设计，1998年IBM模仿电话而擬定的设计方针RealThings便是这一潮流的早期代表之一。苹果公司以往在其操作系统的界面设计中也常用此手法，但从iOS 7以后完全以扁平、锐利及干净的设计取代。